# Dalcera variegata
Dalcera variegata is een vlinder uit de familie van de Dalceridae. De wetenschappelijke naam van de soort is voor het eerst geldig gepubliceerd in 1908 door Jones.